# 小行星3602
小行星3602（英語：3602 Lazzaro）是一颗围绕太阳公转的小行星。1981年2月28日，舒爾特·巴斯在赛丁泉山发现了此天体。
这颗小行星的绝对星等为232.4792109136653等。